# Баранцево (городской округ Солнечногорск)
Баранцево — деревня в Московской области России. Входит в городской округ Солнечногорск, относится к территориальному управлению Андреевка в рамках администрации городского округа.

## География
Расположена в 3 км от Зеленограда по Пятницкому шоссе. Расстояние до районного центра — города Солнечногорска — 27 км. Ближайшая железнодорожная станция — Крюково. Имеется прямое автобусное сообщение с Москвой (автобус № 1016) и Зеленоградом (автобусы № 357 и 1016)

## История
В деревне есть мемориальные места. На майские праздники проходят митинги с возложением венков.
Деревня Баранцево в 1941 году стала последним рубежом обороны Москвы от гитлеровцев. Кровопролитные, изнуряющие бои под Москвой продолжались всю вторую половину ноября 1941 года. 5 декабря отсюда началось мощное контрнаступление Советских войск, которое переросло в общее наступление Красной армии по всему фронту.
С 1994 до 2005 года деревня входила в Андреевский сельский округ Солнечногорского района.
С 2005 до 2019 года деревня включалась в городское поселение Андреевка Солнечногорского муниципального района Московской области, с 2019 года стала относиться к территориальному управлению Андреевка в рамках администрации городского округа Солнечногорск.

## Население
| 1852 | 1859 | 1890 | 1899 | 1926 | 1966 |
| ---- | ---- | ---- | ---- | ---- | ---- |
| 65   | ↘61  | ↘59  | ↗170 | ↘97  | ↗134 |
| 1998 | 2002 | 2010 |      |      |      |
| ↘32  | ↘27  | ↗52  |      |      |      |